# Friedrich Riesch
Friedrich Riesch (* 27. April 1840 in Fulda; † 29. Januar 1912 in Frankenberg) war ein deutscher Verwaltungsbeamter und Landtagsabgeordneter.
Riesch war der Sohn des Oberstleutnants Friedrich Ludwig Riesch. Er besuchte das Gymnasium in Hanau, die Höhere Gewerbeschule in Frankfurt am Main und das Polytechnikum in Hannover. Er trat 1857 in die preußische Armee ein und wurde am 21. Mai 1859 Seconde-Leutnant. Er nahm als Offizier im Deutschen Krieg und als Kompanieführer im Deutsch-Französischen Krieg teil. In der Schlacht bei Saint-Quentin wurde er schwer verwundet und schied daher 1872 als Hauptmann aus dem Heer aus.
Er wurde nun in den preußischen Verwaltungsdienst übernommen. Ab dem 13. August 1873 war er beim Verwaltungsamt in Höchst am Main, ab 20. Oktober 1874 dort als kommissarischer Polizeianwalt beschäftigt. Von 1877 bis 1883 war er Amtmann im Amt Nastätten. Am 9. März 1883 wurde e mit der kommissarischen Verwaltung des Landkreises Frankenberg beauftragt. Nachdem er am 2. Februar 1885 die Landratsprüfung bestanden hatte, wurde er am 23. Februar 1885 definitiv Landrat. Er blieb 29 Jahre lang bis zu seinem Tode Landrat in Frankenberg.
Politisch gehörte Riesch der Freikonservativen Partei an. Für diese war er 1888 bis zu seinem Tode Abgeordneter im Preußischen Abgeordnetenhaus für den Wahlkreis Kassel 9 (Kirchhain, Frankenberg).